# Linkshänder

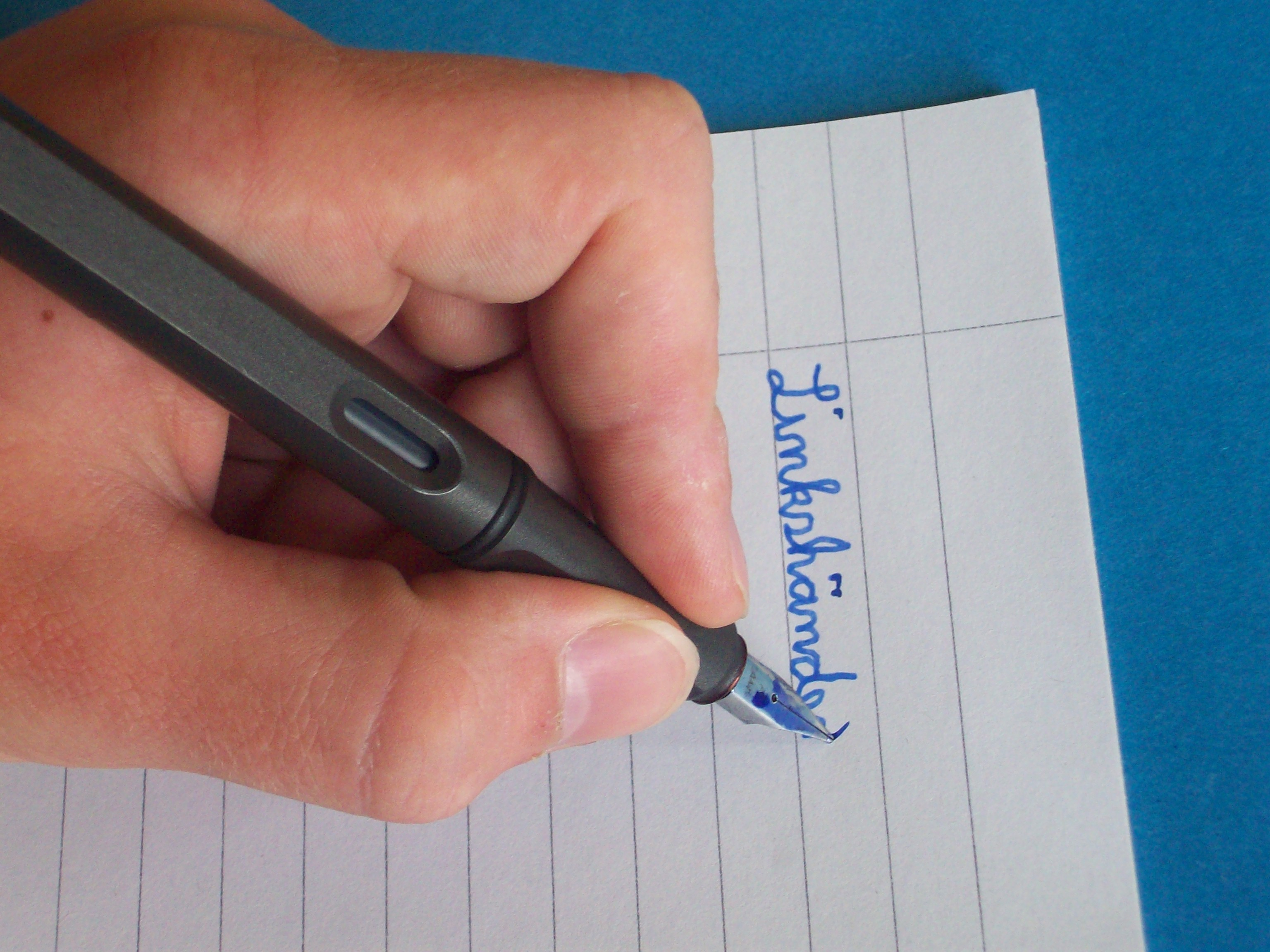
Ein Linkshänder beim Schreiben

Linkshänder nutzen bevorzugt ihre linke Hand, insbesondere für Tätigkeiten, die hohe Ansprüche an Feinmotorik, Kraft oder Schnelligkeit stellen (z. B. zum Schreiben oder Werfen). Die Händigkeit, also die Präferenz der rechten oder linken Hand, wird durch die Dominanz der gegenseitigen Hirnhälfte erklärt. Es ist bisher unklar, ob Linkshändigkeit (auch Sinistralität) eine angeborene Veranlagung ist. Forscher vermuten eine Festlegung im Rückenmark im embryonalen Stadium.

## Hintergrund

### Die Dominanz einer Hand
Beim Menschen liegt die Dominanz einer Hand vor (Phänomen der Händigkeit). Da jede Hirnhemisphäre ihren spezifischen Anteil an der Informationsverarbeitung hat, bezeichnet man dies auch als funktionelle Asymmetrie. Jede Hirnhälfte ist über Hauptnervenstränge mit der jeweils gegenseitigen Körperhälfte verbunden und steuert diese. Bei Linkshändigkeit kann also von einer führenden Rolle der rechten Hirnhälfte ausgegangen werden.
Die dominante Hand kann schneller, exakter, stärker agieren – vor allem, wenn eine spontane Reaktion gefordert ist und bei Tätigkeiten, die mit einer besonderen kognitiven Leistung verbunden sind. Das heißt aber nicht, dass eine Hand alles kann und die andere nichts. Vielmehr haben die Hände spezifische Aufgabenbereiche, die sich ergänzen. Diese Spezialisierung wird von Wissenschaftlern auch als „Beidhändigkeit höherer Ordnung“ bezeichnet:
- dominant = Hauptakteur, schnelle Reaktion, besondere Feinmotorik und Geschicklichkeit
- nichtdominant = Vorbereiten und Begleiten der Aktion, aktive Haltefunktionen[4]

Warum in allen Kulturkreisen rechtshändige Menschen in der Mehrheit sind, ist – trotz vielfältiger Theorien – weitgehend unklar. Vermutlich sind daran gesellschaftliche Faktoren ebenso beteiligt wie die funktionelle Gliederung des Gehirns.

### Anteil der Linkshänder
Statistiken geben den Anteil der Linkshänder in der Bevölkerung mit 10 bis 15 Prozent an. Der Wert bei Befragungen fällt oftmals geringer aus als bei gezielten Tests, was auf die lange Zeit verbreitete Umerziehung von Kindern und deren Imitation Erwachsener zurückzuführen ist. Entsprechend sind Linkshänder in Statistiken unter alten Menschen deutlich seltener.
Schätzungen über die theoretische Häufigkeit der Linkshänder, wenn es weder bewusste noch unbewusste Umerziehung gäbe, gehen bis zur Hälfte der Bevölkerung.
In bestimmten Sportarten (z. B. Wasserball) liegt der Anteil der Linkshänder bei etwa 30 Prozent (Handball 25 Prozent), da positionsspezifisch nach Linkshändern gezielt gesucht wird und auch Tests angewandt werden, um natürliche Linkshänder zu identifizieren, da sich diese leichter zum sportspezifischen Linkshänder zurückschulen lassen als echte Rechtshänder. Im Tischtennis-Vereinssport sind Linkshänder mit 13,4 % nicht überrepräsentiert. Unter den Top 100 der Tischtennis-Weltrangliste der Männer hingegen sind Ende 2022 26 Linkshänder. Gerade bei Sportarten mit „Mann-gegen-Mann“-Duellen (Tischtennis, Boxen, Fechten) sollen Linkshänder häufiger im Vorteil sein, weil für Rechtshänder das Spiel gegen sie ungewohnt ist.

### Bestimmung der individuellen Händigkeit
Bei den meisten Kindern kann durch Beobachten spontaner Handlungen und Reflexe schon früh die deutliche Präferenz einer Hand erkannt werden. Beim Ausprobieren und Erkunden der Fähigkeiten beider Hände sollen Kinder möglichst nicht beeinflusst werden. Die individuelle Händigkeit festigt sich während der ersten Lebensjahre.
Mit dem Schuleintritt sollte die Händigkeit entschieden sein, denn ein mehrmaliges Umstellen der Schreibhand ist für die Entwicklung nachteilig. In unklaren Fällen können spezifische Tests weiterhelfen. Sie werden z. B. von Beratungsstellen für Linkshänder oder von Ergotherapeuten mit entsprechender Qualifikation angeboten. Eine wissenschaftliche Auswertung ist allerdings erst ab einem Alter von sechs Jahren mittels Hand-Dominanz-Test sinnvoll. Dabei müssen Kinder verschiedene Konturen nacheinander mit beiden Händen nachzeichnen und punktieren. Einfachere, aber weniger aussagekräftige Tests wie der Klatsch- oder Greiftest können bereits im früheren Alter erfolgen.
Wird eine ursprünglich linkshändige Veranlagung erst später erkannt, gibt es inzwischen Verfahrensweisen einer behutsamen Rückschulung mit Hilfe professioneller Linkshänder-Berater.

## Linkshändiges Schreiben

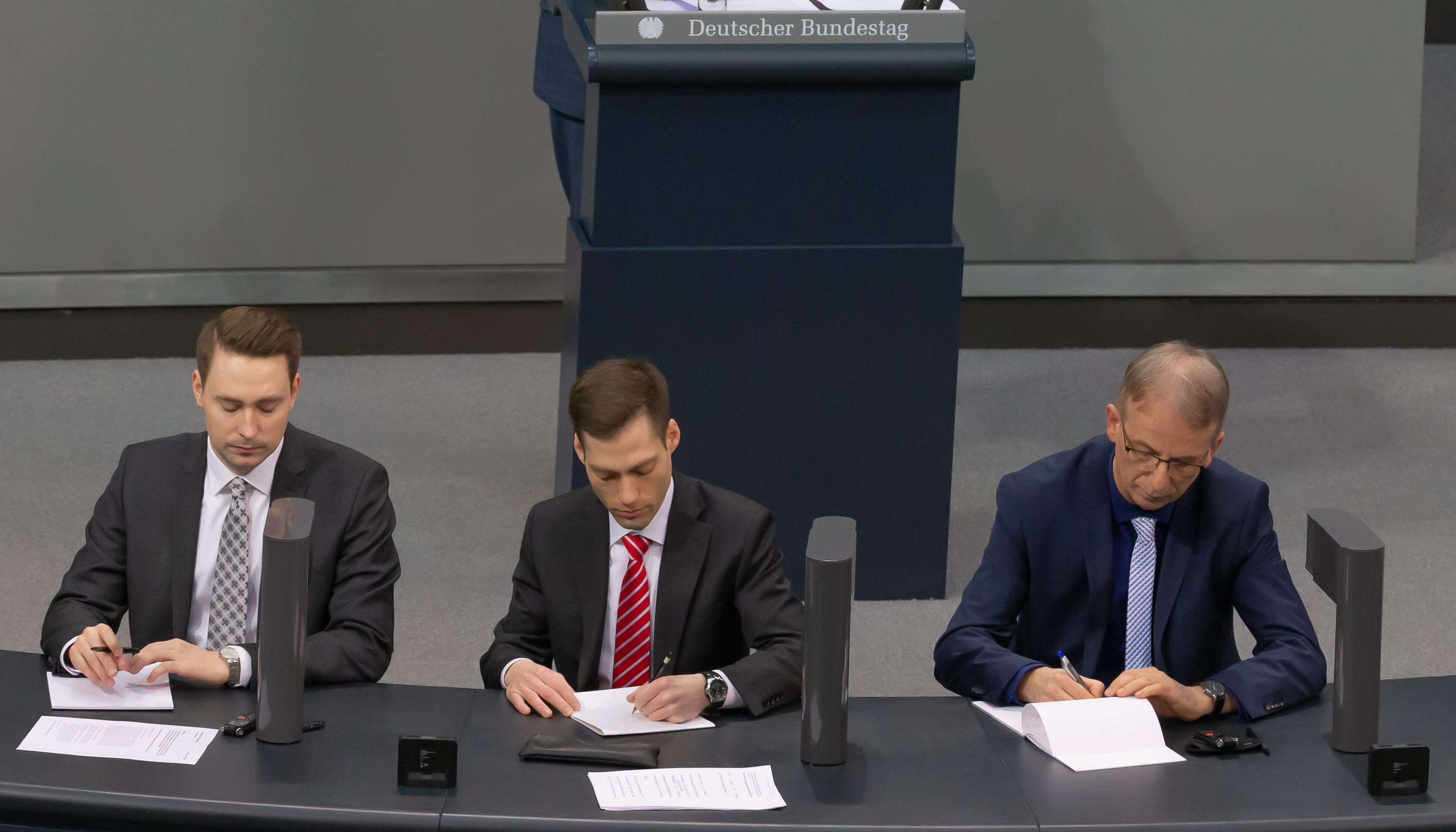
Zwei rechtshändige Parlamentsstenographen und ein linkshändiger (2020)

Heute besagen die Schulrichtlinien fast aller deutscher Kultusministerien, dass eine bestehende Linkshändigkeit nicht verändert werden darf. Linkshändige Kinder sollten ihre Veranlagung als natürlich und gleichberechtigt erfahren.
Schreibanfänger benötigen spezielle methodische Unterstützung, insbesondere beim Erlernen der passenden Schreibhaltung. Besonders zu beachtende Aspekte sind:
- Schreibrichtung: Die natürliche Blick- und Schreibrichtung vieler Linkshänder verläuft von rechts nach links. Bei den ersten Schreib- und Leseübungen können daher Verdrehungen von Buchstaben, Silben oder Ziffern sowie die Verwendung von Spiegelschrift vorkommen. In der Regel ist das aber ein vorübergehendes Phänomen.[12]
- Stift- und Blatthaltung: Rolf W. Meyer empfiehlt, auf folgende ergonomische Schreibhaltung zu achten: Das Blatt liegt etwas links der Körpermitte und ist leicht im Uhrzeigersinn gedreht. Das Stiftende zeigt etwa zur linken Schulter. Die Hand bleibt immer unterhalb der Schreiblinie.[13] So ist entspanntes Schreiben möglich, ohne die Tinte zu verwischen. Es ist auch eine spezielle Schreibunterlage erhältlich mit Markierung der richtigen Blattlage. Teils findet sich bei Linkshändern auch eine hakenförmige oder invertierte Schreibhaltung. Dabei wird die stärker angewinkelte Hand oberhalb der Schreiblinie entlanggeführt. Hinsichtlich der Ergonomie ist diese Haltung aber ungünstiger.[13][14]
- Auswahl der Schreibmaterialien: Füllfederhalter für Linkshänder (mit spezifischer Griff-Form und Feder) werden von mehreren Firmen angeboten. Die Federbreite sollte individuell ausgewählt werden. Sie muss sich gut schieben und ziehen lassen, dabei aber nicht zu viel Tinte abgeben (schnelles Trocknen). An manchen Schulen ist statt des Füllers auch ein Tintenstift erlaubt, der für manche Linkshänder praktischer ist. Im Schulalltag können noch weitere spezifische Linkshänderprodukte sinnvoll sein, z. B. Spitzer, Lineal, Linkshänder-Spiralblock. So bereitet das Messen mit dem Lineal dem Linkshänder Schwierigkeiten, da es spiegelverkehrt zu seiner intuitiven Bewegungsrichtung erfolgt: Er zieht den Strich intuitiv von der rechten zur linken Seite anstatt von links nach rechts![15]
- Sitzposition: Zur Linken des Schülers sollte kein rechts-schreibendes Kind sitzen, da sonst für beide die Bewegungsfreiheit des Schreibarms eingeschränkt wird. Die Tafel sollte geradeaus oder mittels einer Rechtsdrehung des Körpers einzusehen sein. Der Lichteinfall ist am günstigsten von rechts oder von vorn.[16]

Kurzschrift: Um dem natürlichen Bewegungsablauf von Linkshändern entgegenzukommen, wurde das Stenografiesystem Stiefografie den Bedürfnissen der Linkshänder angepasst, indem diese Kurzschrift gespiegelt und somit von rechts nach links geschrieben wird.
Manche Linkshänder können spontan Spiegelschrift schreiben. Inwieweit diese Fähigkeit davon abhängig ist, ob sie umerzogen worden sind oder nicht, ist in der Forschung umstritten. Dieses so genannte Leonardo-Phänomen lässt sich teilweise auch bei Personen beobachten, die sich selbst nicht als Linkshänder verstehen, wird jedoch in der Regel Linkshändern zugeordnet.

## Umerziehung und mögliche Folgeprobleme
Da Rechtshändigkeit in unserer Gesellschaft als Norm gilt, wurden Linkshänder bis in die 1970er Jahre in der Regel spätestens mit der Einschulung gezwungen, ausschließlich die rechte Hand als Schreibhand zu verwenden. Die Psychologin Johanna Barbara Sattler bezeichnet das Umerziehen der Händigkeit als einen der „massivsten unblutigen Eingriffe in das menschliche Gehirn“. Sie ist der Meinung, dass die erzwungene Umschulung von Linkshändern zu schwerwiegenden Problemen führen könne, beispielsweise mangelnde Konzentrationsfähigkeit, Gedächtnisstörungen, Legasthenie und Sprachstörungen wie Wortfindungsstörungen. Leide ein Mensch unter einem dieser Probleme, stellten sich oft psychische Folgen ein, die von einem schlechten Selbstbewusstsein bis zu schwerwiegenden Verhaltensstörungen reichen könnten. In der psychotherapeutischen Praxis würden psychische Umschulungsfolgen noch nicht ausreichend thematisiert, da spezialisierte Therapeuten noch selten zu finden seien.
Heutzutage ist es vielerorts noch üblich, Linkshänder umzuerziehen, da die neuronalen Zusammenhänge und die psychischen und kognitiven Folgen der Umerziehung noch nicht ausreichend in der Bevölkerung bekannt sind. So glauben manche noch immer, ein Linkshänder habe es in einer Welt von Rechtshändern dann einfacher, wenn er gleich auf rechts umerzogen wird.
In zahlreichen afrikanischen Ländern wie z. B. Senegal, Uganda, Simbabwe, Nigeria und Äthiopien werden Linkshänder auch im 21. Jahrhundert weiterhin stigmatisiert. Linkshändigkeit gilt als Zeichen des Bösen und das Umlernen auf Rechtshändigkeit wird oft durch sozialen und familiären Druck erzwungen. Häufiger hat eine Umerziehung jedoch kulturelle Ursachen (beispielsweise durch die zur Begrüßung verwendete rechte Hand). Dies trifft weltweit zu: So gilt Linkshändigkeit in arabischen Kulturen bzw. in islamischen Ländern als schweres Stigma. Die Ursachen dafür liegen viele Jahrhunderte in der Vergangenheit und sind zum Teil pragmatischer Natur: In arabischen (islamischen) und in anderen Kulturen wird die Reinigung nach dem Stuhlgang üblicherweise (bei Rechtshändern) mit der bloßen linken Hand und Wasser ausgeführt. Dies führte zu der Betrachtung der linken Hand als unrein; sie wird daher nicht zum Essen oder für soziale Kontakte eingesetzt.
Bei einer Umerziehung wird der Linkshänder nicht zum Rechtshänder. Es übernehmen lediglich andere Hirnareale die Steuerung des Bewegungsapparates.

## Selbstumschulung – unbemerkt durch Nachahmung
Es gibt linkshändige Kinder, die sich bereits im Kindergartenalter selbst auf den Gebrauch der rechten Hand zum Zeichnen und Malen festlegen. Die Ursache ist das in diesem Alter sehr natürliche Bedürfnis, sich anzupassen. Betroffen sind die besonders aufmerksamen Kinder, denen nicht entgangen ist, dass sie spontan die andere Hand bevorzugen als ihre Freunde und Bezugspersonen und die dies als unangenehm empfinden. Sie erscheinen dann manchmal beidhändig und lernen später mit der rechten Hand schreiben. Meist bemerken weder die Eltern noch die Pädagogen, was geschieht. Diese Selbstumschulung kann ganz ähnliche Folgen für den betreffenden Menschen haben wie eine erzwungene Umerziehung. Denn die im Gehirn festgelegte Händigkeit ändert sich auch durch eine Selbstumschulung nicht. Der betreffende Mensch ist ein umgeschulter Linkshänder mit einer entsprechenden zerebralen Fehlbelastung, die lebenslang spürbar sein kann.

## Linkshändigkeit in Alltag, Hobby und Beruf
Auch wenn Linkshändigkeit als natürliche Veranlagung akzeptiert wird, gibt es in einer rechtshändig normierten Umwelt zahlreiche Aspekte, in denen Linkshänder sich anpassen oder umdenken müssen. Strukturen, Produkte, Abläufe und Geräte sind fast immer für Rechtshänder ausgelegt. Zwar sind Linkshänder dadurch flexibler im Denken und Handeln, die weitgehende Nichtberücksichtigung der linkshändigen Veranlagung wird aber häufig als Diskriminierung empfunden.
In einzelnen Bereichen werden inzwischen die spezifischen Anforderungen von Linkshändern stärker beachtet. Linkshänder-Produkte können den Alltag erleichtern, sind aber häufig teurer und schwieriger zu beschaffen. Je genauer, anspruchsvoller und langandauernder eine Tätigkeit ist, desto hilfreicher können solche Produkte sein.

### Werkzeuge und Alltagsgegenstände

#### Für Schule und Alltag

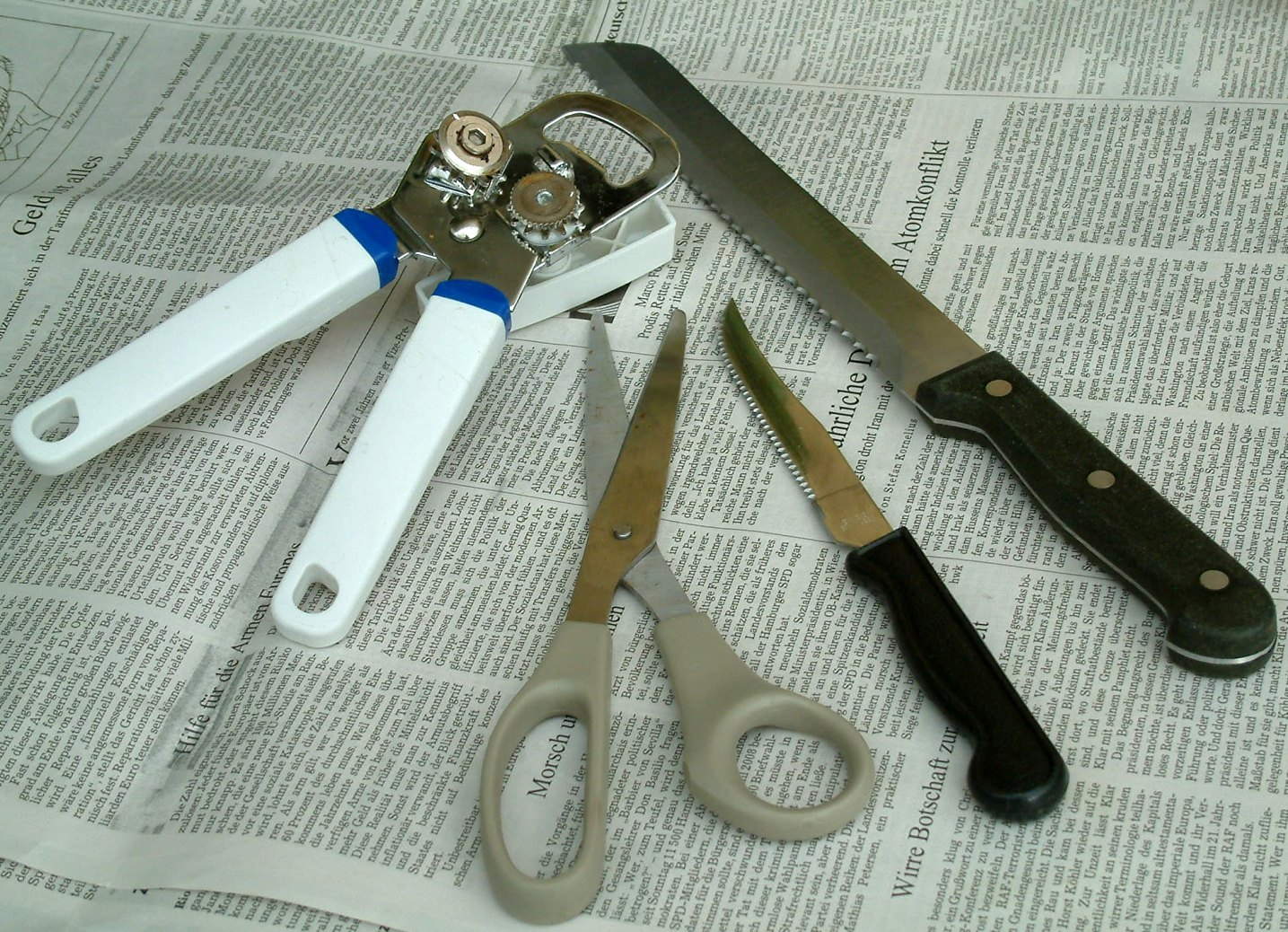
Einige Küchenwerkzeuge für Linkshänder

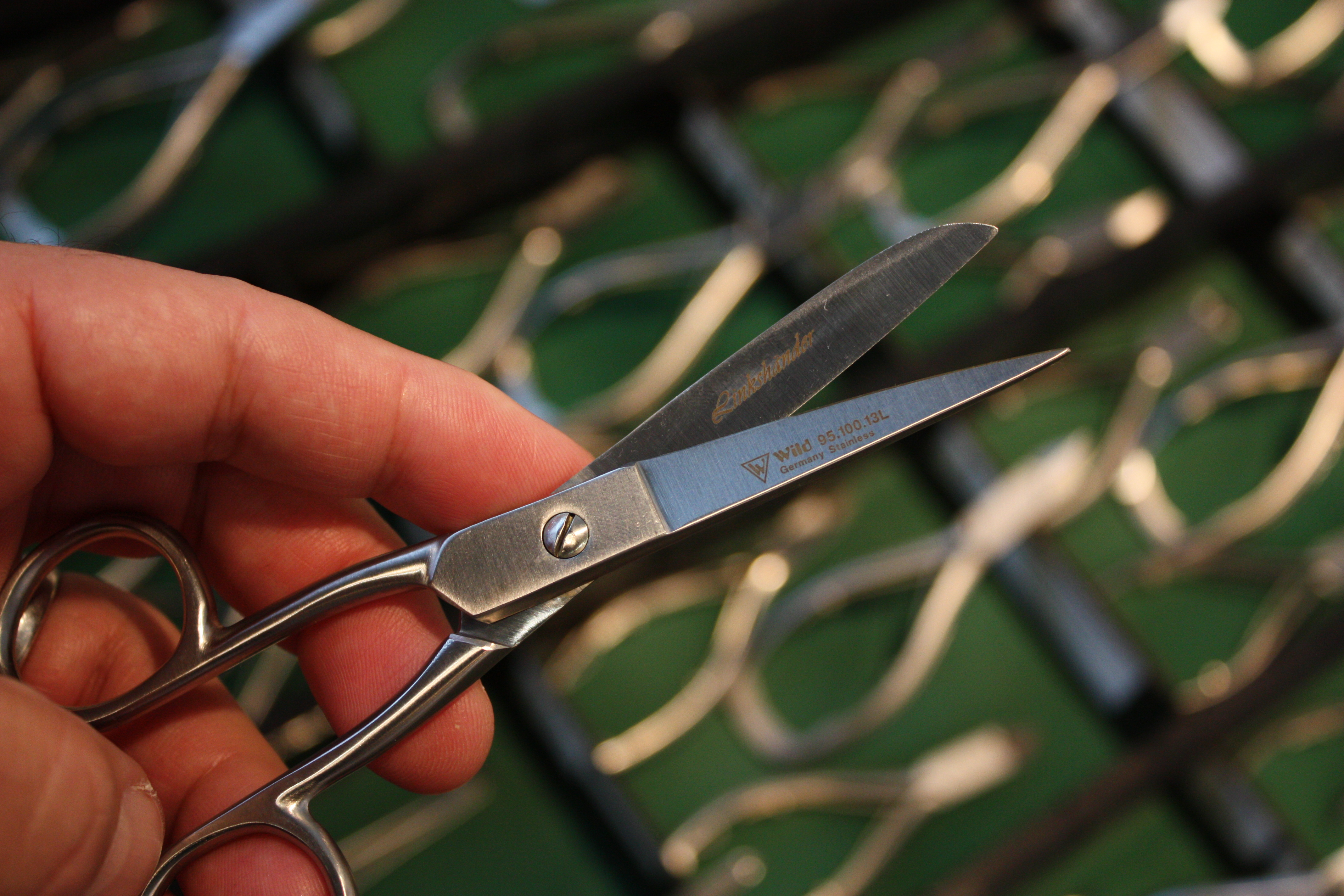
Linkshänderschere

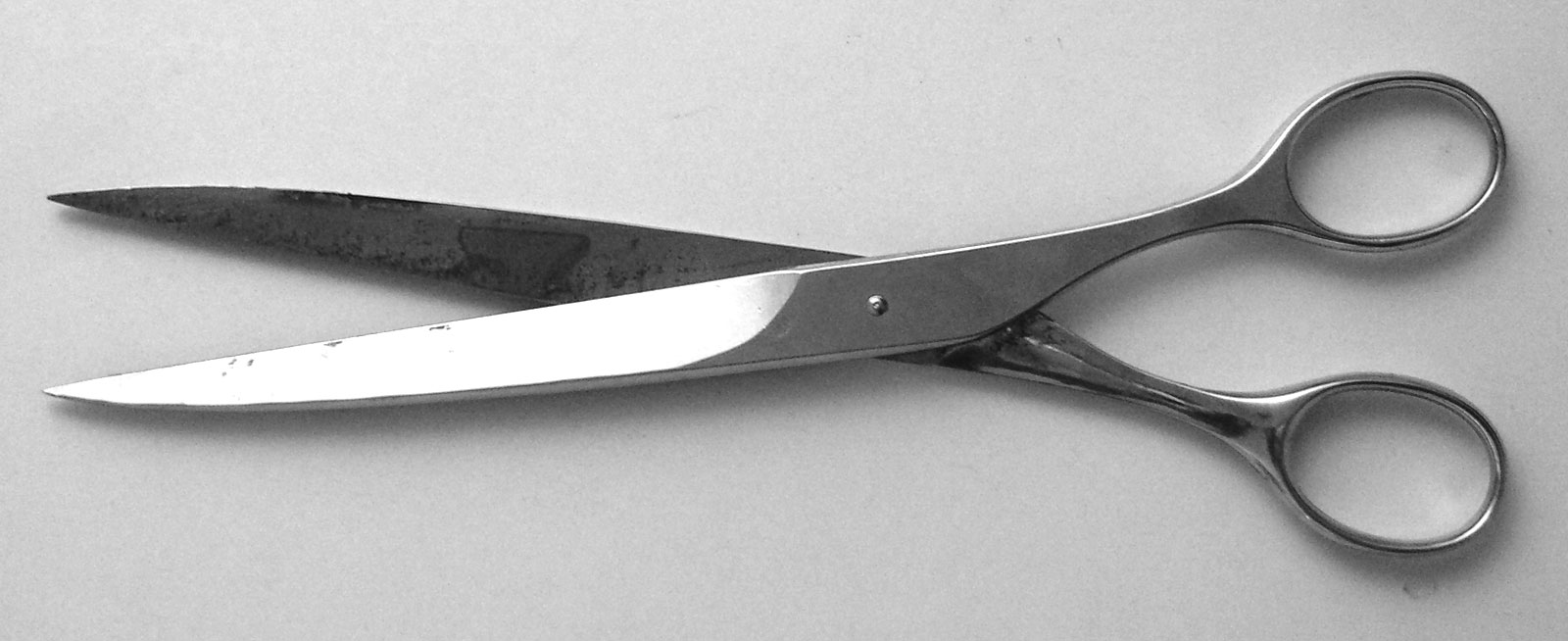
Rechtshänderschere

Besonderheit eines a) Rechtshänder- und c) Linkshänder-Messers

- Für den schulischen Bedarf sind Füller, Lineale, Spitzer und Spiralblöcke für Linkshänder erhältlich. Besonders wichtig ist, dass beim Füller sowohl Feder als auch Griffmulden auf die linkshändige Schreibweise ausgerichtet sind (siehe auch Kapitel „Linkshändiges Schreiben“).
- Computermäuse: für Linkshänder sind die grundsätzlich für Rechtshänder konzipierten Computermäuse ungünstig, die im Falle einer unsymmetrischen Form besonders an die Ergonomie der rechten Hand angepasst sind. Es gibt jedoch auch eine eingeschränkte Auswahl an Linkshändermäusen. Symmetrisch geformte Mäuse hingegen lassen sich, evtl. mit Wechsel der Tastenbelegung auf die „linkshändige Bedienung“, meist problemlos linkshändig bedienen. Viele Linkshänder benutzen Computermäuse aber ebenso wie Rechtshänder mit der rechten Hand. Man kann sich auch relativ einfach zwischen rechts- und linkshändiger Mausnutzung umtrainieren.
- Scheren: Der kritische Punkt bei der Schere ist die Anordnung der Klingen. Um präzise schneiden zu können, muss die Innenseite der oberen Schneidekante dem Auge zugewandt sein, andernfalls muss man sich über die Klinge beugen, um die Schnittlinie gut sehen zu können. Um mit optimalem Wirkungsgrad schneiden zu können, muss die obere Schneidekante auf derselben Seite liegen wie die Hand, die die Schere betätigt, denn diese Anordnung ergibt sich aus der Anatomie der menschlichen Hand: Die Klingen werden so beim Schneiden zusammengepresst, wohingegen sie bei umgekehrter Anordnung eher auseinandergedrückt werden. Darüber hinaus sind die Grifflöcher oft ergonomisch an die Form der rechten Hand angepasst. Es gibt Linkshänder-Scheren im Fachhandel und in Linkshänderläden, mittlerweile auch robuste Werkzeuge wie Blech- oder Baumscheren, bei denen die Griffe angepasst sind.
- Messer: Qualitativ hochwertige Messer für weiches Schnittgut, insbesondere Brotmesser, sind auf der dem Schnittgut zugewandten Seite eben und tragen ihren Schliff (auch Wellenschliff) ausschließlich auf der offenen Seite. Für Rechtshänder ist daher die linke Seite eben, so dass das abgeschnittene Teil zur rechten Seite weggebogen wird und das restliche Schnittgut eben bleibt. Bei spiegelbildlicher Nutzung durch Linkshänder ist gerades Schneiden damit kaum möglich. Daher gibt es spezielle Linkshänder-Messer mit entgegengesetzt angebrachtem Schliff.
- Weitere asymmetrische Geräte wie Korkenzieher, Geldbörsen oder Dosenöffner sind regulär für Rechtshänder ausgelegt, können aber auch in gespiegelter Form erworben werden.
- Fotoapparate sind in aller Regel zum Auslösen mit der rechten Hand konzipiert, also mit Auslöser oben rechts – gut erreichbar für den rechten Zeigefinger. Nur der japanische Hersteller Yashica brachte 1989 mit der Yashica Samurai Z-L eine Linkshänderversion eines Kameramodells auf den Markt.[26][27] In vielen Fällen kann nicht nur mit dem rechten, sondern auch mit dem linken Auge visiert werden, falls dieses dominieren sollte.
- Armbanduhren sind ebenfalls meist für das Tragen am weniger beanspruchten Arm konzipiert, bei Rechtshändern der linke. Es gibt einige Hersteller, die spezielle Linkshänderuhren anfertigen, bei denen die Kronen links am Gehäuse angebracht sind, so dass diese sehr viel leichter mit der linken Hand bedient werden können. Die Orientierung des Uhrenarmbandverschlusses kann entsprechend ausgerichtet sein.

#### Werkzeuge, Maschinen
Einige Werkzeuge, zum Beispiel Schleifmaschinen und Bohrmaschinen, bergen in konventioneller Ausstattung ein erhöhtes Unfallrisiko für Linkshänder, da die Handhabung entsprechend der Herstellervorgaben nicht deren bevorzugter Arbeitsweise entspricht. So liegt der Arretierknopf sehr häufig auf der linken Seite des Handgriffs. Dies hat zur Folge, dass ein Linkshänder ihn statt am Daumen nun unter der Handfläche hat und oft beim festen Zupacken unbeabsichtigt betätigt.
Bei Schusswaffen ist der einseitige Sicherungshebel grundsätzlich für den Daumen der rechten Hand ausgelegt. Bei neueren Schusswaffen werden vermehrt zweiseitige oder zentral angeordnete (Abzugs- oder Griff-)Sicherungen eingesetzt.

### Musikinstrumente

#### Händigkeitsgerechtes Musizieren
Beim händigkeitsgerechten Musizieren sind die Aufgaben der Hände entsprechend ihren besonderen Stärken verteilt und ermöglichen ein optimales Zusammenspiel. Für Rechtshänder mit konventionellen Instrumenten ist dies selbstverständlich. Unter Musikpädagogen wird die Berücksichtigung der Händigkeit beim Musizieren zunehmend beachtet. Diverse Instrumente werden bereits in spezifischer Ausführung für Linkshänder angeboten, vor allem populäre Musikinstrumente wie Gitarren und E-Bässe. Eine ausgesprochene Rarität sind spiegelbildliche Klaviere bzw. Flügel. Konsequenterweise wurde dazu passendes Notenmaterial entwickelt.
Eine Violine ist nicht nur an der Bespannung chiral, sondern auch durch asymmetrisch angeordnete Einbauten im Korpus: Bassbalken und Stimmstock. Der Bogen zum Streichen ist bis auf das Rechtsgewinde der Spannschraube symmetrisch. Sehr einfache Blockflöten haben alle Löcher in der Mittelebene, bessere haben ein etwas nach rechts versetztes unterstes Griffloch für den rechten kleinen Finger. Liegt dieses Griffloch auf einem getrennt steck- und verdrehbaren Flötenabschnitt und ist es nicht asymmetrisch in 2 Teilbohrungen aufgelöst, kann diese Flöte auch in Linkshänderart gespielt werden.
Nahezu alle Musikinstrumente sind asymmetrisch, insbesondere Tasten-, Harmonika- und Streichinstrumente. Sie können also nicht einfach spiegelbildlich bespielt werden. Daher lernen Linkshänder diese Instrumente bislang meist in gleicher Weise wie Rechtshänder. Es gibt Linkshänder, die trotz dieser seitenfalschen Spielweise großes Können erlangen. Laut dem Musikpädagogen und Cellisten Walter Mengler kann es aber auch zu Folgeproblemen kommen, ähnlich wie beim Umschulen der Schreibhand:
- Unterforderung der dominanten und Überforderung der nichtdominanten Hand
- Störung der Balance und Koordination
- Höhere Anforderung an die Gehirnleistung durch zusätzliche Koordinationsaufgaben
- Schnellere Ermüdung durch permanent höheren Kraftaufwand
- Einschränkung bzw. Unstimmigkeit im  musikalischen Ausdruck
- Weniger leichtes Erreichen eines Wohlgefühls beim Spielen (sogenannter 'Flow').

Diese Probleme können durch händigkeitsgerechtes Instrumentalspiel verhindert werden. Allerdings stehen dem (noch) einige Faktoren entgegen:
- Professionelle Orchester nehmen bislang in der Regel keine linksspielenden Musiker auf.
- Nicht jedes Instrument ist in linkshändiger Bauweise erhältlich. Teils hat man weniger Auswahl, oder es fehlen entsprechende Leihinstrumente für Anfänger.
- Alle wertvollen historischen Streichinstrumente gibt es nur in der Rechtshänderausführung.
- Viele Lehrer lehnen Unterricht auf Linkshänderinstrumenten ab und verfügen über wenig Erfahrung hinsichtlich dieser Spielweise.

Es muss also immer individuell entschieden werden, ob ein linkshändergerechtes oder ein konventionelles Instrument erlernt/gespielt wird.

#### Instrumente
- Saiteninstrumente, bspw. Streich- und Zupfinstrumente, gehören meist zu den leicht asymmetrisch gebauten Instrumenten. Einfaches Umspannen der Saiten genügt nicht für linkshändiges Spiel. Einzelne Firmen und Hersteller bieten aber speziell gebaute Instrumente für Linkshänder an. Der Umbau eines vorhandenen konventionellen Instruments ist mit einigem Aufwand möglich. Besonderer Vorteil bei händigkeitsgerechter Spielweise ist, dass Ton und Ausdruck mit der dominanten Hand erzeugt werden. Achtung: Gitarren scheinen bis auf die Saitenbespannung seitensymmetrisch, jedoch ist bei Western- und E-Gitarren die Stegeinlage fast immer asymmetrisch eingesetzt, so dass spiegelbildliche Besaitung nicht möglich ist. Violinen sind jedoch auch im Inneren zur besseren Tonerzeugung chiral aufgebaut, eine korrekt „linke“ Violine muss von Grund auf als solche gebaut werden.
- Holzblasinstrumente können trotz asymmetrischer Applikatur ebenso von Links- wie von  Rechtshändern gespielt werden, da beide Hände vergleichbare Tätigkeiten ausführen und der Ton über den Mund erzeugt wird. Es wird aber vermutet, dass es Vorteile bietet, wenn die  dominante Hand den weiter vom Körper entfernten Part der Griffe übernimmt. Blockflöten gibt es auch mit Bohrungen für Linkshänder.
- Blechblasinstrumente: Das perfekte Linkshänderinstrument ist das Waldhorn, weil die Ventile sowieso mit links bedient werden, während die rechte Hand zum Stopfen im Schalltrichter verwendet wird. Ventillose Posaunen lassen sich durch Rotation des Schallbechers sofort für Linkshänder umrüsten, alle anderen Blechblasinstrumente sind rechtshändig gebaut.
- Schlaginstrumente: Fellinstrumente sind überwiegend symmetrisch, das für sie geschriebene Notenmaterial allerdings geht in der Regel davon aus, dass die Beats mit der rechten und die sich anschließenden Offbeats mit der linken Hand geschlagen werden, was Linkshänder dazu zwingt, entweder entgegen ihrer Händigkeit zu spielen oder aber das vom Notenblatt Abgelesene während des Spiels „im Kopf“ zu spiegeln. Schlagzeuge dagegen müssen für Linkshänder komplett gespiegelt aufgebaut werden, was bei den meisten Teilen des Instrumentes auch komplikationslos möglich ist, es jedoch für Linkshänder, bei denen bei der Fuß- und Beinarbeit der linke Fuß nun regulär der führende ist, zur schnelleren Bedienung der Basstrommel auch Doppelfußmaschinen gibt. Schlaginstrumente mit distinkter Tonhöhe schließlich (Vibrafon, Xylofon, Marimbafon, Glockenspiel usw.) sind ebenfalls nicht symmetrisch, ließen sich jedoch theoretisch einfach um 180° drehen, so dass die hohen Töne sich dann links und die tiefen rechts befänden, die pentatonische Reihe allerdings damit nun auch vorn und nicht mehr hinten läge, wie es normalerweise üblich ist.
- Harfe: Die Harfe erscheint nur auf den ersten Blick (im Resonanzkörper) symmetrisch, ist jedoch im Hals geneigt und kommt auf der rechten Schulter zu liegen. Es werden aber auch Linkshänderharfen gebaut, bei diesen ist dann die Saitenbespannung samt Klappen (wenn vorhanden) invertiert. Da die Harfe mit beiden Händen bespielt wird, ist eine Linkshänderharfe nicht nötig. Es kommt viel mehr auf das Stück an und welche Hand die Melodie spielt. Harfe spielen ist ein gutes Training für die Benutzung beider Hände.
- Tasteninstrumente wie das Klavier lassen sich nicht in Linkshänderinstrumente umwandeln, ohne sie völlig neu zu konstruieren, da die hohen Töne rechts, die tiefen Töne links liegen und die pentatonische Reihe oben liegt. Nur sehr wenige linkshändige Pianisten, wie z. B. Christopher Seed oder Géza Losó, spielen auf einem für Linkshänder konstruierten Klavier. Eine wesentlich einfachere Möglichkeit, die Tastatur zu spiegeln, bieten jedoch elektronische Instrumente.[31]

### Sport
Im Spitzensport ist der Anteil von Linkshändern höher als in der Gesamtbevölkerung. Dies gilt besonders für Kampf- und Rückschlagsportarten, wie Boxen, Tennis, Tischtennis, Badminton, Fechten. Der Anteil an Linkshändern bei den Topsportlern beträgt, abhängig von der Sportart, zwischen 20 und 55 Prozent. In den Sportarten, in denen Wettkämpfer ihre Gegner beobachten müssen, um eigene Reaktionen auf die Aktionen der Gegner zu planen, ist der Anteil an Linkshändern bei den Spitzensportlern besonders hoch. Hauptursache ist, dass Sportler normalerweise deutlich häufiger mit Rechtshändern zu tun haben und auf deren Bewegungsabläufe trainiert sind. Viele dieser antrainierten Schemata versagen jedoch im Wettkampf mit Linkshändern. Die bei Linkshändern öfter feststellbare bessere Raumverarbeitung in der dominanten rechten Gehirnhälfte scheint bei der Einschätzung von Bewegungsabläufen vorteilhaft zu sein.
Die in anderen Sportarten, wie Fußball, Weitsprung, Hochsprung oder Eiskunstlaufen, wichtige Füßigkeit steht in unmittelbarem Zusammenhang mit der Linkshändigkeit. Beim Snowboard wie Skateboard unterscheidet man den bei Normalfahrt vorderen Fuß (links=regular, rechts=Goofy).

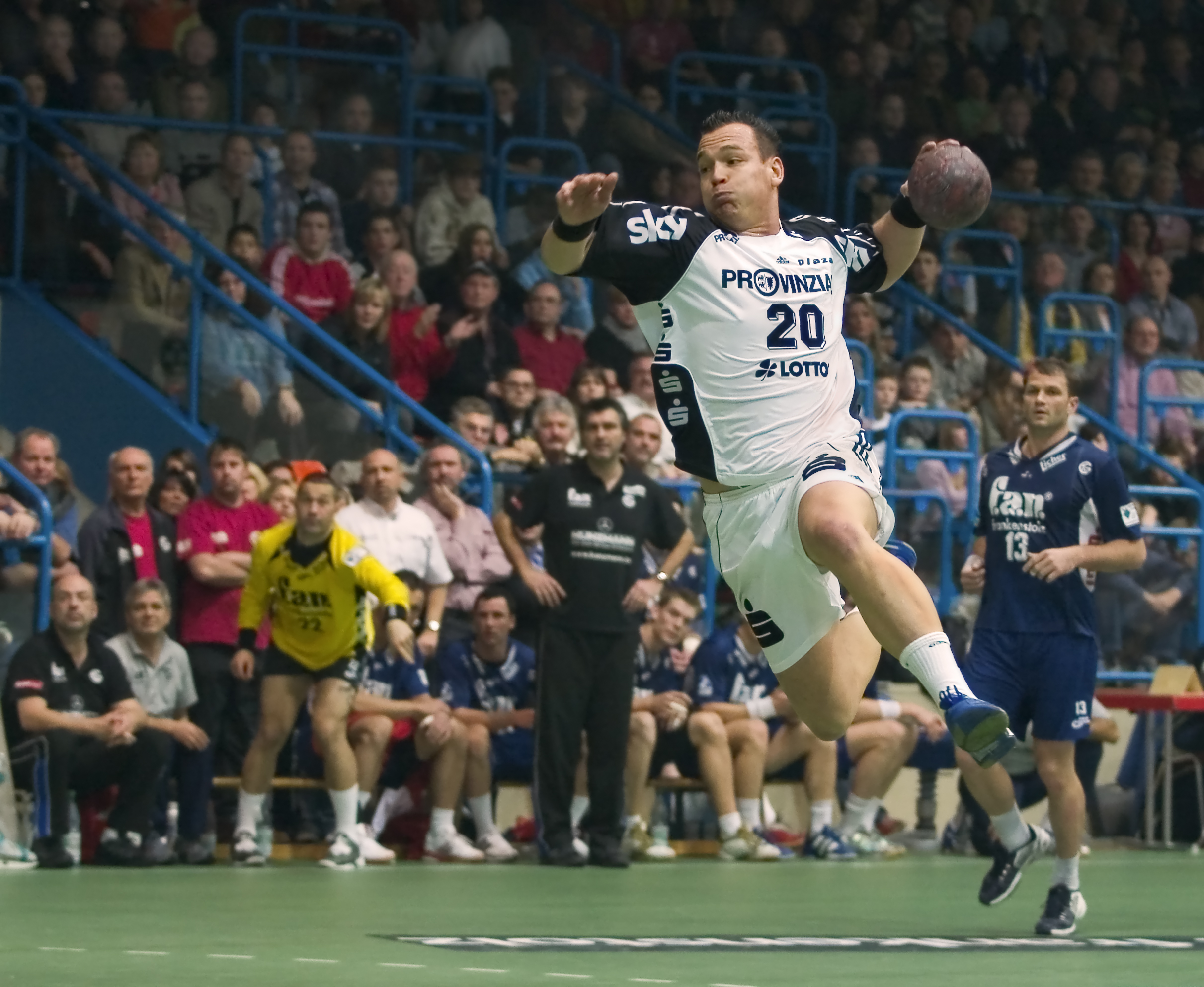
Christian Zeitz, Linkshänder und Handballweltmeister

- Handball: Beim Handball haben Linkshänder im Angriff auf den Spielpositionen Rechtsaußen und Rückraum rechts gegenüber Rechtshändern signifikante Vorteile. Diese ergeben sich – vor allem auf der Rechtsaußenposition – durch den deutlich günstigeren Wurfwinkel, wenn der Ball mit der linken statt der rechten Hand auf das Tor geworfen wird. In den unteren Spielklassen und im Jugendbereich kommt noch hinzu, dass die „unübliche“ Ballführung mit der linken Hand Vorteile darin bietet, die meist nur reflexartig und im Wesentlichen auf Rechtshänder abgestimmten und erlernten Abwehrmaßnahmen zu überwinden. Viele Torhüter sind auch durch den „spiegelverkehrten“ Ablauf des Wurfes eines Linkshänders etwas irritiert. Aus diesen Gründen sind in nahezu allen Mannschaften die Spielpositionen auf der rechten Seite im Angriff mit Linkshändern besetzt.
- Boxen: Linkshänder sind im Boxen normalerweise Rechtsausleger. Linksausleger („normale“ Boxer) tun sich gegen Rechtsausleger besonders schwer mit der Umstellung auf die Rechtsauslage ihrer Gegner. In den Vereinigten Staaten ist diese Rechtsauslage mit dem „falschen Fuß nach vorn“ verpönt. Junge Boxer werden häufig zur Linksauslage „umerzogen“. Für Rechtsausleger gibt es den aus dem Baseball übernommenen Begriff Southpaw (wörtlich: Südpfote). US-amerikanische Boxer haben mit der Rechtsauslage meist erhebliche Schwierigkeiten. Linksausleger sind es gewohnt, sich rechtsherum um ihren Gegner zu bewegen. Bei einem Rechtsausleger müssen sie im Uhrzeigersinn um ihn kreisen, um sich von dessen linker Schlaghand weg zu bewegen.[34]

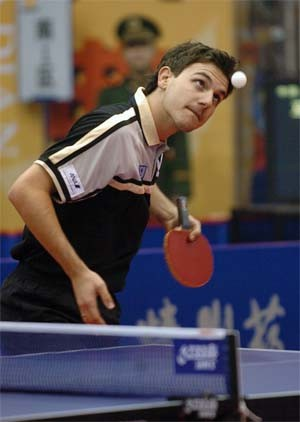
Timo Boll ist Linkshänder

- Tischtennis, Tennis und Badminton: Für einen Linkshänder ist der rechtshändige Gegner der Normalfall. Reflexe und Bewegungsabläufe werden also meist gegen einen Rechtshänder trainiert. Der Linkshänder ist also optimal auf solche für ihn „normale“ Gegner eingestellt. Im Gegensatz dazu ist für Rechtshänder ein linkshändiger Gegner ein Sonderfall, so sind beispielsweise Vor- und Rückhand vertauscht. Der gewohnte Rhythmus beim Ballwechsel stellt sich nicht ein. Linkshänder sind somit für die Partien mit Rechtshändern besser trainiert als umgekehrt. Spielen zwei Linkshänder gegeneinander, so haben sie auch Probleme, sich auf ihren Gegner einzustellen. Da aber beide diese Probleme haben, ist es für keinen der Spieler nachteilig.
- Baseball: Linkshändige Schlagleute gelten im Baseball als besonders gefährlich, da sie bei den zumeist rechtshändigen Werfern Vorteile bezüglich Sicht und Ballbewegung gegenüber rechtshändigen Schlagleuten haben. Weiterhin gilt es als taktischer Vorteil, linkshändige Werfer im Kader zu haben, um linkshändige Schlagleute in Links-links-Duelle zu zwingen und somit den Effekt umkehren zu können.[35]
- Sportschießen: Für Linkshänder im Schießsport gibt es von den meisten Waffenherstellern Sportwaffen mit auswechselbarer Griffschale. Probleme entstehen oftmals dadurch, dass zum Erlernen des Schießens meist vereinseigene Waffen verwendet werden, die zum Großteil nur in Rechtshänderausführung vorhanden sind. Im Schießstand/Wettkampf blickt der Sportschütze (Rechtshänder) in der Regel auf den Rücken seines linken (Kurzwaffen) bzw. rechten (Langwaffen, Sportbogen) Standnachbarn. Der ungewohnte Blick ins Gesicht des Standnachbarn (Linkshänder) kann bei manchen Schützen zu Irritationen führen, wohingegen der Blick ins Gesicht des Standnachbarn für den Linkshänder der Normalfall und damit Routine ist.
- Bowling: Linkshänder haben beim Bowling meist den Vorteil, dass die linke Hälfte der Bahn nicht so oft bespielt wird und so dort mehr Öl vorhanden ist. Spieler ohne eigenen Ball haben jedoch den Nachteil, dass die „Hausbälle“ der Bowlinganlagen meist auf Rechtshänder gebohrt sind.
- Polo: Im Polo sind Linkshänder prinzipiell benachteiligt, da alle Spieler den Stick (Poloschläger) mit der rechten Hand spielen müssen.[36]
- Golf: Im Golf wird normalerweise mit der linken Hand etwas mehr Kraft benötigt, während die rechte Hand den Schläger führt. Mit Linkshänderschlägern ist es umgekehrt. Auf dem Platz gibt es minimale zufällige Unterschiede in der Schwierigkeit. Eine abgeknickte Bahn (Dogleg) kompensiert die typischen Fehler der einen Spieler, während die Bälle der anderen beim gleichen Fehler umso schlechter liegen.
- Jai Alai: Es darf nur mit der rechten Hand gespielt werden. Hier sind es vor allem Sicherheitsgründe, die diese Regel vorschreiben.
- Judo: Im Judo kann jede Technik andersherum gegriffen werden, also anstatt mit der rechten Hand in die (vom Gegner aus) linke Revers-Seite zu packen, packt man mit der linken Hand in die (vom Gegner aus) rechte Revers-Seite und greift mit der Rechten in den Ärmel. Dies überrascht die meisten Gegner, allerdings werden die Techniken in den meisten Dōjōs beidhändig gelehrt, damit auch Rechtshänder linkshändig kontern können. Auch wenn die als Zweites genannte Technik mit der Rechten in den Ärmel als „linksherum“ bezeichnet wird, ist es für Linkshänder, deren stärkerer Arm meist der Linke ist, sinnvoller, die größere Kraft mit der Linken im Ärmel, also „rechtsherum“, aufzuwenden.

## Forschung zur Linkshändigkeit

### Probleme der Linkshänderforschung
Hinsichtlich der Zielrichtung und Probandenauswahl war und ist die Forschung über Linkshändigkeit mit einigen Problemen behaftet:
- Bei der Auswahl der Probanden gibt es keine einheitliche Definition von Linkshändigkeit. Teils zählen nur links schreibende, teils auch umgeschulte Personen als Linkshänder, in anderen Fällen werden Beidhänder eigens kategorisiert oder spezifische Tests zur Einteilung vorgenommen.[37]
- Die Forschungen liefern Aussagen, die sich auf sehr unterschiedliche Personengruppen beziehen, sei es auf linkshändig veranlagte Menschen allgemein, auf umgeschulte Linkshänder oder auch auf die spezifische Untergruppe der Trauma-bedingten Linkshänder. Erst in den letzten Jahrzehnten wird bei Studien zunehmend abgegrenzt, ob Aspekte der Linkshändigkeit an sich oder Folgen der Umschulung thematisiert werden.
- Lange wurde Linkshändigkeit als medizinische Abweichung beziehungsweise Defizit behandelt und rein unter diesem Gesichtspunkt erforscht. Daher nahmen zunächst auch die Ursachenforschung sowie Forschungen hinsichtlich einer möglichen Hirnschädigung einen breiten Raum ein. Hirnforschung fand und findet aber in der Regel nicht an gesunden, sondern an bereits vorerkrankten Personen statt. Diese Patientengruppe kann aber nicht als aussagekräftig für eine objektive Linkshänderforschung angesehen werden.[38]
- Bei Forschungen bezüglich der Lokalisation von Hirnfunktionen ging man lange allein vom rechtshändigen Probanden aus (wobei nicht berücksichtigt wurde, dass darunter immer auch umerzogene Linkshänder sind). Erkenntnisse über Linkshänder ergeben sich aus der Umkehrung der Hirnseitendominanz bei vordefinierter Aufgabenverteilung. Es gibt aber begründete Hinweise, dass das Gehirn bei Linkshändern andere Strukturen aufweisen kann (z. B. ist das Sprachzentrum häufiger über beide Hirnhälften verteilt).[39]

### Ursachenforschung
Als mögliche Ursache für die Linkshändigkeit gilt die Lateralisation des Gehirns, speziell eine angeborene rechtshemisphärische Dominanz. Die Auswirkungen der Dominanz der rechten Hirnhälfte sind noch nicht in allen Einzelheiten bekannt und erforscht. Das Dominieren einer Hirnhälfte kommt mit der Händigkeit am deutlichsten zum Ausdruck, jedoch gibt es auch Bevorzugungen beispielsweise bei den Beinen („Füßigkeit“), den Augen und den Ohren.
Genetische Ursachen für die Linkshändigkeit sind wahrscheinlich, bei der Forschung nach den Vererbungsmustern trifft man jedoch immer wieder auf andere Befunde: Unter eineiigen Zwillingen kommen Kombinationen von Links- und Rechtshändern ähnlich häufig vor wie bei anderen Geschwisterpaaren, obwohl eineiige Zwillinge genetisch annähernd identisch sind. Eine Studie der James-McDevitt-Universität in Oklahoma aus dem Jahr 1998 hat zudem gezeigt, dass Kinder, deren Eltern beide linkshändig sind, nur mit 26-prozentiger Wahrscheinlichkeit selbst Linkshänder werden.
Die Fachwelt ist sich daher uneins, auch weil bisher kein Gen gefunden werden konnte, das der Händigkeit zugeschrieben werden kann. Manche Wissenschaftler sind der Ansicht, es gebe keine genetischen Ursachen für Linkshändigkeit. Andere wiederum haben Theorien entwickelt, die versuchen, die geringe Vererbbarkeit von Linkshändigkeit zu erklären. Der Psychologe Chris McManus hat ein Modell entwickelt, das auf zwei unterschiedlichen Allelen beruht. Nach diesem gibt es ein C- und ein D-Allel. Das D-Allel fördert die Rechtshändigkeit, das C-Allel hingegen beeinflusst die Händigkeit nach Zufall. Hat ein Mensch zwei D-Allele, wird er Rechtshänder. Bei einem oder zwei C-Allelen hingegen besteht eine gewisse Wahrscheinlichkeit zur Linkshändigkeit. Ähnliche Mechanismen, ausgeglichener Polymorphismus genannt, sind auch von anderen Phänomenen in der Natur bekannt (beispielsweise von der Sichelzellenanämie).
Im August 2007 wurde die Entdeckung eines Gens (LRRTM1) veröffentlicht, das für die Links- beziehungsweise Rechtshändigkeit verantwortlich sein soll. Diese Entdeckung steht allerdings im Widerspruch zu der oben aufgeführten Studie an der McDevitt-Universität, da eineiige Zwillinge genetisch gleich sind.
Eine andere Hypothese für die Ursachen der Linkshändigkeit ist das Geschwind-Behan-Galaburda-Modell, nach dem Sexualhormone bei der embryonalen Entwicklung die Lateralisation des Gehirns beeinflussen. Diese Ansicht wird von einigen Forschern vertreten, ist aber ebenso wie die Gen-Theorie umstritten, unter anderem weil sie im Widerspruch zu Zwillingsstudien steht.
Die Hormon-Hypothese wird als eine mögliche Erklärung herangezogen für Studien, die ein signifikant höheres Erkrankungsrisiko von Linkshändern bezüglich Brustkrebs und der Autoimmunerkrankung Multiple Sklerose gezeigt haben.
Eine Studie aus dem Jahr 2017 legt nahe, dass sich die Händigkeit bereits sehr früh im Mutterleib ausprägt, noch bevor das Rückenmark mit der motorischen Großhirnrinde verbunden ist. Somit wäre die Festlegung der Händigkeit unabhängig vom Gehirn. Weiterhin kommt die Studie zu dem Schluss, dass Linkshändigkeit mehr von epigenetischen als von genetischen Faktoren abhängig ist.
Laut Rik Smits sind solche Einzelstudien aber zunächst wissenschaftlich wenig aussagekräftig, da sich relativ leicht Zusammenhänge zwischen zwei Phänomenen herstellen lassen. So wurden in der Vergangenheit bereits zahlreiche medizinische und psychische Auffälligkeiten oder charakterliche Mängel mit Linkshändigkeit in Zusammenhang gebracht (von Schwererziehbarkeit bis zu Alkoholismus und Kriminalität). Bei genauerer Betrachtung stellte sich später heraus, dass die Studien Zufallstreffer lieferten, mit Fehlern behaftet waren oder der Forschungsansatz durch Vorurteile gegenüber Linkshändigkeit nicht objektiv war.
Es gibt zahlreiche Ansätze, die Ursache von Linkshändigkeit zu erforschen. Keine der bisherigen Theorien konnte allein und widerspruchsfrei klären, wie die Hand-Präferenz eines Menschen entsteht.

## Sonstiges

### Linkshändertag

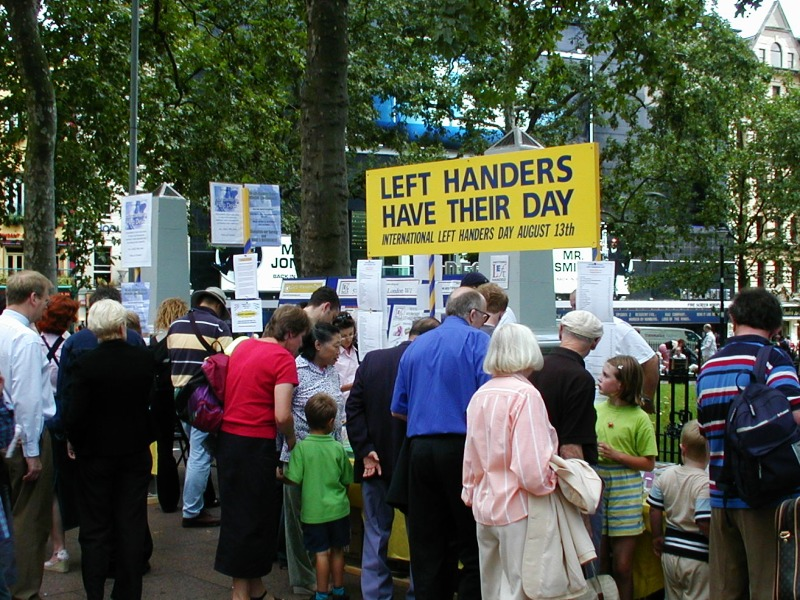
Lefthandersday in London 2002

Dean R. Campbell, der 1975 auch Lefthanders international gründete, rief den 13. August zum internationalen Linkshändertag aus, der seit dem Jahr 1976 gefeiert wird.
Die 13 im Datum wurde als Zeichen gegen Aberglauben gewählt, weil Linkshändigkeit oft mit entsprechenden Vorstellungen verbunden war.
In den letzten Jahren hat der Linkshändertag zunehmend Berichte über Linkshändigkeit am 13. August in verschiedenen Medien angeregt.

### Legenden über Linkshänder
Fehler in statistischen Analysen haben zu zahlreichen Legenden über Linkshändigkeit geführt. Allerdings wurden auch statistisch signifikante Unterschiede gefunden.
In der Literatur werden mitunter Linkshändern besondere Eigenschaften zugeschrieben, die bei ihnen statistisch gesehen stärker ausgeprägt sein sollen als bei Rechtshändern. Genannt wird etwa, dass Linkshänder im Durchschnitt intelligenter seien als Rechtshänder. Insbesondere in der populärwissenschaftlichen Literatur wird die mit der Händigkeit einhergehende Dominanz jeweils einer bestimmten Gehirnhälfte mit statistisch vorherrschenden Stärken, Schwächen und Persönlichkeitsmerkmalen in Verbindung gebracht. Auch wird angenommen, dass Linkshänder kreativ denken und handeln, während Rechtshänder in der Mehrzahl eher rational vorgehen.
Dabei ist aber stets zu berücksichtigen, dass vor allem in der älteren Generation nur ein Teil der eigentlichen Linkshänder als solche erkannt wurden. Diejenigen, die sich zur Linkshändigkeit „bekannt“ haben, könnten eine bestimmte Auswahl darstellen, die den Gesamteindruck verfälscht.
Die Schlussfolgerung, dass Linkshänder eine kürzere Lebenserwartung haben, weil sie schlecht an die rechtshänder-dominierte Welt angepasst sind und daher ein höheres Unfallrisiko haben, hat sich jedoch als falsch herausgestellt. Tatsächlich liegt diese statistische Erscheinung am ehesten an der vor allem früher häufigen Umschulung auf die rechte Hand, die bei älteren Menschen den Anteil der Linkshänder reduziert.
Eine Studie des Neurologen Norman Geschwind aus dem Jahr 1982 ergab, dass Linkshänder häufiger bestimmte Krankheiten haben, unter anderem Allergien.
Dies setzte sich schnell in der Öffentlichkeit fest. Zahlreiche Folgestudien ergaben hingegen, dass es keinen solchen Zusammenhang gibt. Der Grund hierfür lag in Geschwinds Methodik: Er hatte Kunden in einem Linkshänderladen gefragt und deren Antworten mit einer zufälligen Kontrollgruppe verglichen. Da die Linkshänder über den Zweck der Studie informiert waren und auch aus Interesse gerne Auskunft gaben, waren die Angaben dieser sehr viel detaillierter als die der Rechtshänder, die zum Thema der Studie keinen persönlichen Bezug hatten.

### Einkommen
Eine Untersuchung der Einkommen von 5000 Amerikanern im Alter von 28 bis 35 Jahren ergab für männliche Akademiker ein 15 Prozent höheres Einkommen der Linkshänder gegenüber den Rechtshändern. Bei Nichtakademikern und bei Frauen zeigte sich kein signifikanter Unterschied.
In einer anderen Studie mit knapp 2000 Briten im Alter von 33 Jahren hatten unter den Männern Linkshänder ein 4 Prozent höheres Einkommen als Rechtshänder und unter den Frauen Linkshänderinnen ein etwa 4 Prozent geringeres Einkommen als Rechtshänderinnen.

## Auch andere Körperteile

### Schläger
Bei Tennis, Tischtennis und Badminton wird der Schläger bevorzugt von einer Hand geführt.
Bei Baseball und Golf führen beide Hände, doch asymmetrisch.

### Beine
Auf Sportboards wie Skateboard, Snowboard, Surfboard wird individuell unterschiedlich mit dem rechten oder linken Fuß vorne gestanden. Die Positionen werden als Regular bzw. Goofy bezeichnet.
Ein Wakeboard mit (ausnahmsweise) Vorne-hinten-Symmetrie von Brett und Bindungsstellung kann jedoch in beide Orientierungen gefahren werden.
Inlineskates für allgemeine Nutzung werden nur am rechten Schuh hinten mit einem Bremsgummi ausgestattet, der aber bei Bedarf ummontierbar ist. Der T-Stop (ohne Bremsgummi, nur mit den Rollen; auch beim Eislaufen) erfolgt mit einem Lieblingsfuß hinten quer.

### Augen
Kameras werden häufig mit Okular für das rechte Auge und Auslöser für die rechte Hand gebaut.
Schießen mit (Sport-)Waffen erfolgt typisch mit der rechten Hand am Auslöser und dem rechten Auge visierend.

### Turnen, Leichtathletik
Radschlagen, Judowürfe und Judorolle erfolgen häufig nach der eintrainierten Lieblingsseite einer Person. Weitsprung und Hochsprung ebenso.
Kugelstoßen und Speerwurf erfolgen einhändig. Auch bei Volleyball gibt es eine bevorzugte Hand für Angabe und Schlag.
Stabhochsprung erfolgt asymmetrisch beidhändig.
Hieb- und Stichwaffen werden meist rechts geführt. Die Griffe können symmetrisch oder für eine Hand gebaut sein. Kämpft ein Rechts- mit einem Linkshänder, ergibt das eine ungewöhnliche Konstellation.
Ovale Rennbahnen für Lauf-, Roll- und Radsport werden – von oben besehen – meist gegen den Uhrzeigersinn, also mit Linkskurven genutzt. Beim Eisschnelllauf wird in der Kurve nur der Außenarm zum Schwingen genutzt.

### Gliedmaßen Verschränken
Das Falten der Hände, etwa zum Gebet, das Verschränken der Arme vor der Brust oder der Beine für den Türkensitz erfolgen meist in eine persönliche Lieblingsorientierung.

### Fahrrad
Das Aufsteigen auf ein Zweirad erfolgt meist von links. Links ist ein Seitenständer abklappbar, das Rad wird nach rechts an eine Wand gelehnt.
Das andersartige Aufsteigen auf ein Einrad erfolgt in der Regel einbeinig und damit asymmetrisch.

### Verdrillen
Ein Litzendrahtbüschel sowie ein Drahtpaar wird mit der rechten oder linken Hand unterschiedlich orientiert verdrillt. Ein Zwirn mit S-Schlag kann zwischen Daumen und Zeigefinger (angefeuchtet) gut zur Spitze verzwirbelt werden, um gut in ein Nadelöhr einzufädeln.

### Tanz
Es gibt Rechts- und Linkswalzer. Durch unterschiedliche Armhaltung des männlichen und weiblichen Parts eines Paars kommt eine weitere Asymmetrie aus Sicht der Tanzenden dazu.

### Paddeln, Rudern
Die rechte Hand hält das Doppelpaddel dauerhaft fest, der Schaft kann in der linken zeitweise rotieren. Die Paddelschaufeln sitzen um 45–90° verdrillt an den Schaftenden, Linkshänder brauchen ein Doppelpaddel mit gegenläufigem Drall. Steckpaddel können so gebaut sein, dass der Drall variierbar und/oder umorientierbar ist.
Beim Rennrudern mit 2 Rudern pro Person werden die Hände im Leerrücklauf asymmetrisch übereinander geführt.

### Pferdesport
Auf das Pferd, den Sattel wird wohl stets von einer Seite aufgestiegen, um das Pferd auf diese Seite zu gewöhnen.

## Analogie im Tierreich
Auch bei verschiedenen Tierarten tritt die Bevorzugung einer Seite bei Extremitäten wie Pfoten, Flossen oder Oktopusarmen auf.
Die Bezeichnung der Familie Linkshändige Einsiedlerkrebse reflektiert, dass bei ihren Individuen typisch die linke Schere größer ausgebildet ist.
Elefanten ergreifen Nahrung mit dem (zentralen) Rüssel, doch reichen diese individuell bevorzugt von rechts oder links in den Mund.

## Filme
- Christoph Felder: Linkshänder, 2003[57]
- Peter Handke: Die linkshändige Frau, 1976 (Roman), verfilmt 1977